# Operace Bouře 333
Operace bouře 333 («Шторм-333») bylo kódové označení operace sovětských speciálních jednotek, která proběhla 27. prosince 1979. Během operace sovětské speciální jednotky vpadly do sídla vlády v Paláci Tajbeg, poblíž Kábulu, a zabily prezidenta Hafizulláha Amína spolu s dvěma sty příslušníky jeho ochranky. Kromě sídla vlády byly obsazeny také budovy ministerstva vnitra a generální štáb.

## Přípravy
25. prosince 1979 v noci začaly na kábulském letišti přistávat sovětské transportní letouny s vojenskou technikou a speciálními jednotkami na palubě.
27. prosince 1979 vyrazila kolona obrněnců k prezidentskému paláci. V jejím čele postupovalo speciální komando KGB pod velením plukovníka Bojarinova, šéfa speciálního výcvikového střediska KGB v moskevském předměstí Balašicha. Všichni tito muži byli oblečeni do afghánských uniforem a i jejich vozidla měla afghánské značení. Cestou byla kolona kontrolována na kontrolním stanovišti, vojáci KGB z čelního stroje celé osazenstvo stanoviště postříleli.
Na výšině nedaleko paláce se nachází restaurace-kasino, kde se scházeli vyšší důstojníci afghánské armády. Pod záminkou objednávky míst na Nový rok do ní skupinka Specnazu vstoupila, následně pobila osazenstvo a přesunuli se do ní velitelé akce. Byl odsud výborný výhled na Amínův palác a mohli odsud koordinovat velení.

## Stav obrany Paláce Dar-ul-aman
Sám palác je na těžko přístupném strmém návrší, porostlém stromy a hustým křovím, vše bylo zaminované. K paláci pak vedla jediná cesta, nepřetržitě střežená tanky a velkorážnými kulomety. Samo silné zdivo paláce bylo schopné odolat zásahům z houfnic.
Uvnitř paláce byla osobní Amínova garda, sestavená z příbuzných a prověřených členů. Ti žili v domech v bezprostřední blízkosti paláce.
Směrem od paláce bylo 7 palpostů, vyzbrojených samopaly, kulomety a granátomety. Vnější okruh pak tvořila obrana tří praporů motopěchoty a tanků. Ty byly umístěny nedaleko paláce. Na příjezdu byly zakopány 2 tanky T-54 umístěné tak, že měly velký palebný rozsah. Tyto tanky však neměly osádky trvale, ale jen v případě pohotovosti. Celkem čítal vnější okruh okolo 2500 lidí.
V Kábulu byly celkem lokalizovány 2 divize a tanková brigáda.
KGB získala detailní plán paláce a měla tak přehled o obraně paláce a přístupových cest.

## Zahájení útoku
V 19:30 se Kábulem rozlehly silné exploze. To jedna skupina komanda Zenit, nazvaná „Kolodec“, zničila rádiokomunikační uzel, čímž odřízla Kábul i palác od zbytku světa. Zároveň to byl signál pro všechny skupiny k útoku na palác.
Jako první zahájily krycí palbu na palposty dvě ZSU-23-4. Další dvě ZSU-23-4 společně s automatickými granátomety AGS-17 mířily na tanky a bránily tak afghánským osádkám přiblížit se k tankům. Skupina BMP-1 komanda Zenit mezitím smetla vnější palebná postavení a pokračovala po serpentýnách cesty na odpočívadlo - plošinu před palácem. Jakmile první stroj minul zatáčku před palácem, z paláce spustily palbu velkorážné kulomety. Čelnímu BMP zničily pásy, následně i korbu a stroj začal hořet. Velitel pododdílu B. Suvorov byl zabit s částí skupiny, další byli zraněni. Zbytek vyskákal ze strojů, zalehl a opětoval palbu do oken paláce. Mezitím jiná skupina „Hrom“ se pomocí speciálních šplhacích pomůcek šplhala po strmém svahu nahoru.
Zenitu, přibitému palbou na návrší, přišly posily na dalších BMP pálících ze všech zbraní po stanovištích kulometů. Střely velkorážných kulometů měly takovou razanci, že prostřílely na BMP sklo i bočnice. V BMP byli ale zraněni jen 2 členové osádek. BMP se rychle přiblížily až k samotnému vchodu paláce a poskytly tak úkryt komandu, přibitému k zemi kulomety. Z této fáze je také největší množství zabitých a raněných, hlavně v řadách „Zenitů“ doposud ležících na zemi.
Osádky vyskočily a krycí palbou a granáty do oken umožnily Zenitům pokračovat v útoku a dostat se ke zdem paláce.
Mezitím dorazil ZSU-23-4 a umlčel kulomety v horních patrech. Dorazila i skupina Hrom, která zdolala svah, a u vchodu paláce se spojila s ostatními jednotkami.
Afghánci z horních pater začali házet granáty do míst u zdi, kam nešly vyklonit kulomety. Počet zraněných vzrostl.
Část „Zenitu“ pronikla do paláce oknem v pravé části paláce.

## Vstup do Paláce Dar-ul-aman
Další boje připomínaly dobývání Reichstagu — úkryt, palba po všem kolem a další úkryt. Při tom byl zabit plukovník Bojarinov, když se se svou skupinou „připletl“ do palby jiné skupině (měl v sobě 9 střel a několik střepin z granátu).
Ve zdech paláce se ale nacházelo ještě okolo 100–150 členů osobní Amínovy stráže a pro zamezení ztrát Specnazů bylo nutno používat metodu: „Zahluš granáty, střílej a pak se ptej po kom“. Specnazové byli navíc rozzuřeni z předchozích ztrát a měli rozkaz nebrat zajatce. Nešlo ani vypnout světlo a využít tmy, protože generátory byly v podzemí a nebyl čas je hledat a zničit. Občas se sestřelila alespoň žárovka, aby tma poskytla krytí. Všude byl oheň, dým a hrozný hluk. Když se dým trochu rozplynul, nahoře v baru ležel mrtvý Amín v adidasové soupravě vedle barové stoličky a měl v sobě střepiny z granátu i zásahy střelami.
Bojarinov též vydal rozkaz odstranit i všechny svědky. To se mu však během operace stalo osudným - během operace si ho výsadkáři, kteří se akce zúčastnili společně s komandos KGB, spletli s příslušníkem prezidentovy stráže a zastřelili i jeho.

## Bilancování
Za tuto akci bylo povýšeno a vyznamenáno okolo 400 příslušníků oddílů KGB a GRU, kteří se akce účastnili (někteří posmrtně). Důstojníci dokonce přímo v Moskvě. Zároveň ale byli varováni, že na průběh akce mají zapomenout a nikdy o ní nemluvit.